# Ponte del Risorgimento (Verona)
Il ponte del Risorgimento, o più semplicemente ponte Risorgimento, è un'opera infrastrutturale situata a Verona lungo il fiume Adige, a pochi metri dalla medievale torre della Catena; fu costruito su progetto di Pier Luigi Nervi per celebrare il centenario dell'Unità d'Italia.

## Storia
Per celebrare il primo centenario dell'Unità d'Italia, il Comune di Verona indisse un concorso nazionale per la costruzione del ponte che doveva collegare il quartiere di Borgo Trento con quello di San Zeno. Parteciparono al concorso diversi architetti e ingegneri, tra cui l'ingegnere Fabrizio de Miranda, che propose una soluzione in acciaio senza pile in alveo, e progettisti locali, che proposero strutture meno moderne; la giuria che giudicò i progetti li dichiarò però tutti di scarso interesse. Due anni dopo, nel 1963, l'incarico venne così affidato al noto ingegnere Pier Luigi Nervi, che accettò a condizione che si dovesse occupare esclusivamente del progetto esecutivo e della direzione artistica.
In tre mesi venne realizzato il progetto esecutivo, approvato velocemente dal Comune; l'appalto venne però affidato solamente nel 1967 a causa dell'opposizione al progetto della Soprintendenza, che riteneva l'opera troppo impattante sulla viabilità del quartiere San Zeno. Venne quindi realizzata un'asta per aggiudicarsi l'appalto, a cui parteciparono sei imprese: si aggiudicò l'appalto la ditta di costruzioni Edilbeton S.p.A., che realizzò i lavori tra il dicembre 1966 e l'aprile 1968, mentre la direzione dei lavori fu affidata all'ingegnere Rocco Nicolò.
L'inaugurazione, con grande presenza di pubblico, avvenne il 5 maggio 1968: per l'occasione vi fu il transito dei bersaglieri sul ponte nel mentre che alcuni canoisti liberarono palloncini colorati dal fiume, inoltre la sera l'inaugurazione si concluse con uno spettacolo pirotecnico.

## Descrizione

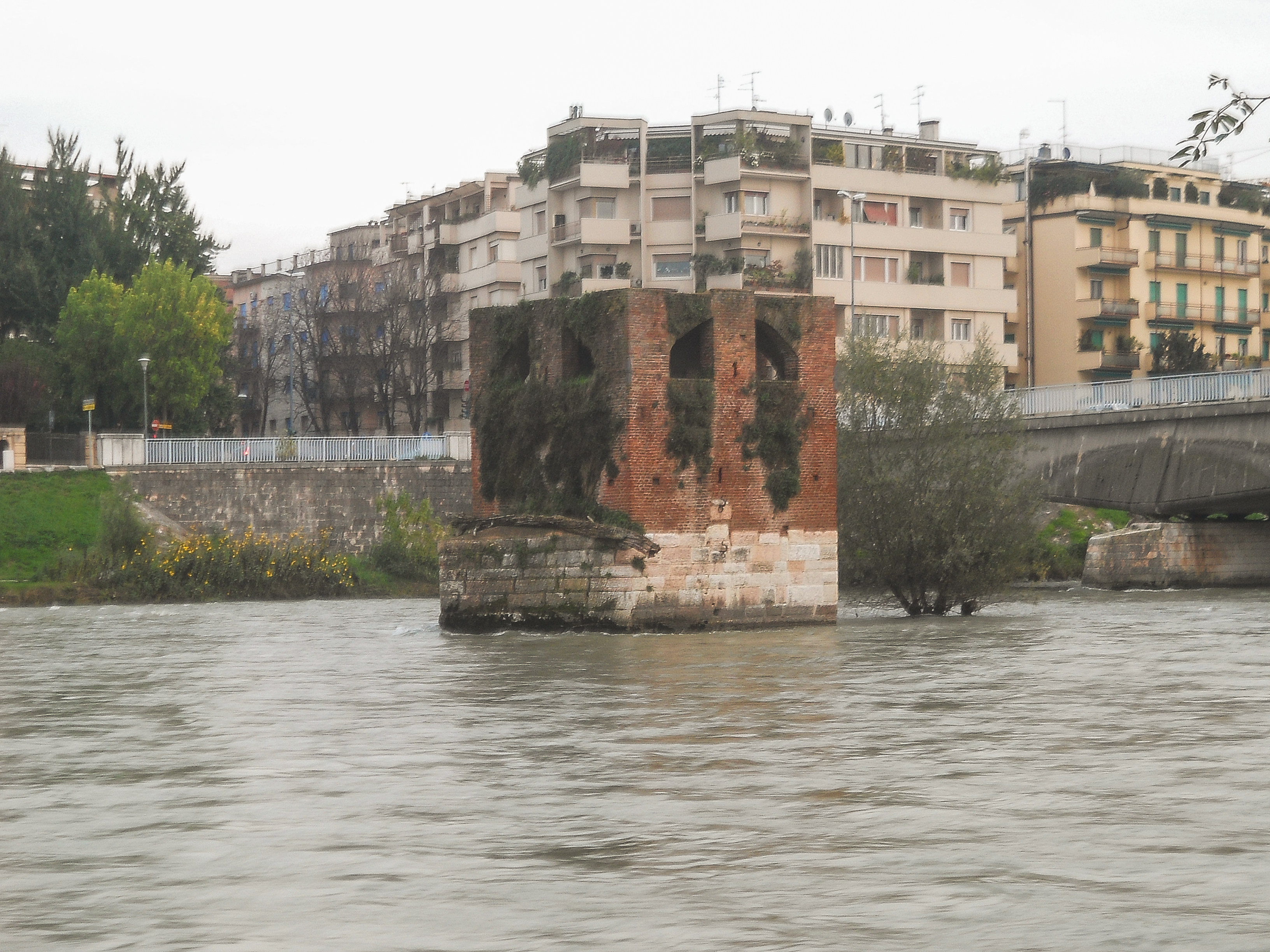
La torre della Catena e, in secondo piano sulla destra, il ponte del Risorgimento

Come richiesto dalla committenza, punto di riferimento di questo progetto è ponte Catena, un ponte a tre archi a sesto ribassato con luci quasi uguali, situato poco a monte: per il progetto del ponte del Risorgimento l'Pier Luigi Nervi tracciò quindi la forma generale sovrapponendola al prospetto del ponte Catena.
Nervi scelse uno schema strutturale a trave continua su quattro appoggi, con tre campate con luci di 34,5 metri per le due campate laterali e luce di 62 metri per la campata centrale. L'impalcato del ponte si appoggia, tramite delle cerniere in acciaio, su due pile centrali e due spalle laterali, in calcestruzzo armato. La trave è a sezione variabile, con sezione maggiore in corrispondenza degli appoggi e sezione minore in campata. La sezione varia pure nella sua forma: nei punti di appoggio è a forma di trapezio, mentre nella campata è a forma di trapezio capovolto, quindi le pareti laterali hanno una superficie a doppia curvatura, detta in geometria paraboloide iperbolico, caratteristica ricorrente in molte architetture realizzate da Nervi.
Le zone di appoggio, rivestite in pietra locale, sono sagomate come rostri, in modo da contrastare in modo particolarmente efficace l'azione di una piena, in modo molto più performante rispetto a un pilone a parete verticale. La sede stradale, che ricalca quella del ponte Catena, è composta da quattro corsie, due marciapiedi e da uno spartitraffico centrale di 80 cm.